# Jorge Alves
Jorge Alves (* 30. Januar 1979 in Boston, Massachusetts) ist ein US-amerikanischer Zeugwart, der seit Beginn der Saison 2012/13 in Vollzeit für das National-Hockey-League-Franchise der Carolina Hurricanes arbeitet und für diese am 31. Dezember 2016 für die letzten 7,6 Sekunden in der Partie gegen die Tampa Bay Lightning als Eishockeytorwart zum Einsatz kam. Darüber hinaus absolvierte Alves in den Vorjahren bereits einige Kurzeinsätze in der ECHL und Southern Professional Hockey League (SPHL).

## Karriere
Alves diente von 1997 bis 2001 im Marine Corps Base Camp Lejeune. In der Folge lief er zwischen 2002 und 2004 für das Eishockeyteam der North Carolina State University auf und begann zur Spielzeit 2003/04 sporadisch fü die Carolina Hurricanes aus der National Hockey League zu arbeiten. Von 2004 und 2007 kam Alves immer wieder sporadisch in den Minor Leagues ECHL und Southern Professional Hockey League zu Einsätzen. Er spielte bei den Asheville Aces, Greenville Grrrowl, South Carolina Stingrays, Charlotte Checkers und Pensacola Ice Pilots in insgesamt neun Partien.
Mit Beginn der Saison 2012/13 wurde er von den Carolina Hurricanes in Vollzeit als Zeugwart angestellt. Vor der Partie gegen die Tampa Bay Lightning am 31. Dezember 2016 meldete sich der etatmäßige Backup-Torwart Eddie Läck mit gesundheitlichen Beschwerden ab, allerdings war es den Hurricanes nicht möglich, in der Kürze der Zeit einen Torwart aus den Farmteams Charlotte Checkers oder Florida Everblades einzubestellen. In der gängigen Praxis statteten sie Alves daher, der über eine gewisse Erfahrung als Torwart verfügte, da er regelmäßig mit dem Team trainierte, mit einem Probevertrag aus, sodass er offiziell als Ersatztorwart des etatmäßig eingesetzten Cam Ward am Spiel teilnehmen konnte. Als die Begegnung 7,6 Sekunden vor dem Ende beim Stand von 3:1 für Tampa unterbrochen wurde, wechselte Carolinas Trainer Bill Peters Alves für Ward ein und verhalf ihm im Alter von 37 Jahren zu seinem NHL-Debüt.

## NHL-Statistik
(Legende zur Torhüterstatistik: GP oder Sp = Spiele insgesamt; W oder S = Siege; L oder N = Niederlagen; T oder U oder OT = Unentschieden oder Overtime- bzw. Shootout-Niederlage; Min. = Minuten; SOG oder SaT = Schüsse aufs Tor; GA oder GT = Gegentore; SO = Shutouts; GAA oder GTS = Gegentorschnitt; Sv% oder SVS% = Fangquote; EN = Empty Net Goal; 1 Play-downs/Relegation; Kursiv: Statistik nicht vollständig)